# 이비스 앰배서더 부산 씨티센터
이비스 앰배서더 부산 씨티센터(ibis Ambassador Busan City Centre)는 부산광역시 부산진구 중앙대로 777(서면)에 2011년 10월 10일에 오픈한 비즈니스 호텔이다. 지하4층 지상15층 규모이다. 전체 17층(4,13층 결층) 건물 가운데, 1~2층에는 상업시설, 3~9층(4층 결층)에는 병원, 10~17층(13층 결층)에는 호텔이 위치하고 있다. 병원과 호텔의 만남은 국내 최초이다.
이비스 앰배서더 부산 씨티센터는 세계 최대 호텔그룹의 하나인 아코르 그룹의 유럽형 비즈니스 호텔 체인으로, 국내에는 서울, 명동, 수원에 이어 네번째다. 아코르 그룹은 노보텔, 풀만, 이비스가 속한 프랑스의 호텔 그룹이다. 이비스 앰배서더 부산 씨티센터는 앰배서더 호텔 그룹과 아코르 그룹이 공동 경영하는 호텔 매니지먼트 전문 기업인 에이에이 호텔 매니지먼트가 관리 운영하는 10번째 계열 브랜드 호텔이다. (그랜드 앰배서더 강남, 풀만 앰배서더 창원, 노보텔 앰배서더 강남, 노보텔 앰배서더 독산, 노보텔 앰배서더 대구, 노보텔 앰배서더 부산, 이비스 앰배서더 서울, 이비스 앰배서더 명동, 이비스 앰배서더 수원)
이비스 앰배서더 부산 씨티센터는 207실 규모로, 최상층 17층에는 메인 로비, 최대 100명 규모의 회의실 및 연회장, 레스토랑 ‘테이스트’, 바 ‘랑데뷰’, 셀프 비즈니스 코너를 갖추고 있다. 10층에는 세탁실과 일회용품 자판기가 있다. 세탁실에서는 투숙객들이 500원짜리 동전으로 직접 빨래와 건조를 할 수 있다. 객실 냉장고에는 값비싼 음료대신 물통을 비치했다. 각 층에 설치된 정수기에서 언제든 생수와 얼음을 받아 먹을 수 있도록 한 것이다. 이비스 호텔 브랜드는 호텔의 핵심 기능인 숙박에 초점을 맞춰 벨보이와 도어맨 등의 특급호텔의 서비스를 없애 숙박비를 낮춘 것이 특징이다.